# 拉普貝格山
47°36′54″N 11°48′05″E / 47.61511°N 11.80148°E

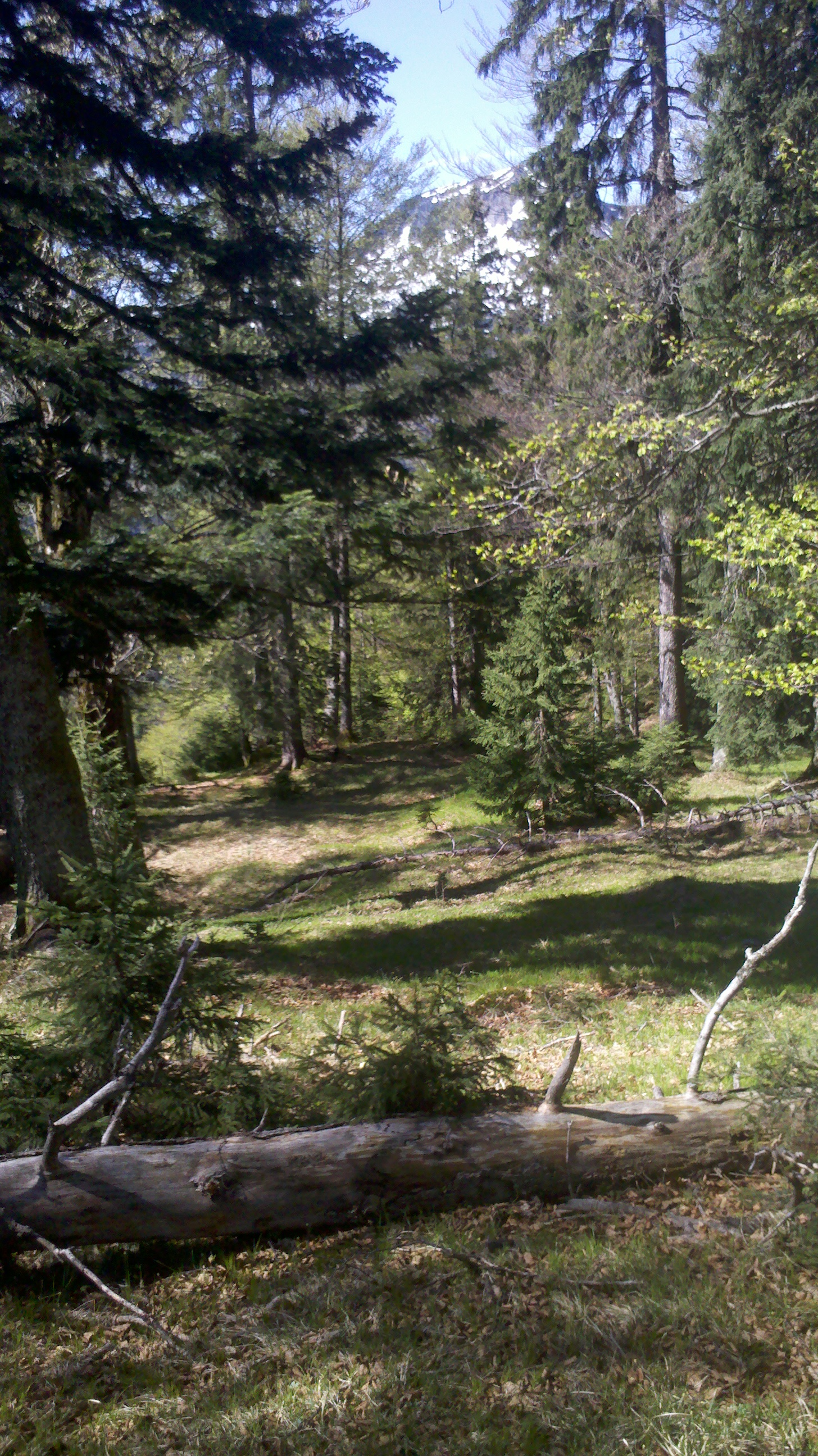
拉普貝格山區

拉普貝格山（德語：Lapberg），是德國的山峰，位於該國東南部，由巴伐利亞負責管轄，屬於巴伐利亞前阿爾卑斯山脈的一部分，距離里瑟科格爾山1.7公里，海拔高度1,432米。